# Rathaus (metropolitana di Vienna)
Rathaus è una stazione della linea U2 della metropolitana di Vienna, situata a cavallo del 1º (Innere Stadt) e dell'8º distretto (Josefstadt) sotto Landesgerichtsstraße tra Josefstädter Straße e Friedrich-Schmidt-Platz. La stazione si trova nei pressi del Municipio (Rathaus) di Vienna, da cui prende il nome.

## Descrizione
L'accesso ai treni avviene tramite banchine a marciapiede laterale.
Tra il 2000 e il 2002 i binari e le banchine sono stati riadattati per consentire il transito di treni lunghi, in preparazione del prolungamento della linea U2 verso Stadion.

## Storia
La stazione è stata aperta originariamente l'8 ottobre 1966 con il nome di Friedrich Schmidt-Platz come fermata della linea tranviaria sotterranea. Con la riconversione in metropolitana, fu riaperta il 30 agosto 1980 stazione della U2 con l'attuale nome di Rathaus.

## Riconversione U2/U5
A partire dal 2021, è in corso la realizzazione del nuovo tracciato della linea U2 a una profondità di 30 metri che servirà per raccordare il percorso attuale da Schottentor al nuovo prolungamento verso Matzleinsdorfer Platz. I binari attuali verranno utilizzati dalla nuova linea U5 e verrà realizzato un collegamento per l'interscambio con la nuova fermata della linea U2.
Dato che la linea U5 sarà a conduzione totalmente automatica, la stazione Rathaus è provvisoriamente chiusa al pubblico per i lavori di installazione delle barriere di protezione con porte scorrevoli automatiche, insieme al resto della tratta U2 fino a Karlsplatz.

## Ingressi
- Landesgerichtsstraße
- Josefstädter Straße
- Friedrich-Schmidt-Platz